# 刘几
刘几（1008年—1088年），字伯寿，号玉华庵主，洛阳（今河南省洛阳市）人，北宋官员、词人。刘政会的十世孙，刘温叟之孙，刘烨之子。
刘几小时候豪俊，长大后折节读书，以父任为将作监主簿，宋仁宗时举进士。范仲淹辟为邠州通判。加本路兵马钤辖，知邠州。孙沔推荐他才能堪为将帅，换如京使、改知宁州。宋仁宗皇祐年间，广源州“蛮”侬智高犯岭南，刘几上书自请，跟随狄青与侬智高大战于归仁铺，击败侬智高。进皇城使、知泾州。宋英宗时为秦凤总管。宋神宗即位，转任四方馆使、知保州，治状为河北第一。告老以秘书监致仕。元丰三年，因为他知晓音律，宋神宗召至太常定雅乐。自离职后，在嵩山玉华峰下筑室，号玉华庵主，养生以终。